# Grunion
De grunion (Leuresthes tenuis) is een straalvinnige vissensoort uit de familie van koornaarvissen (Atherinidae). De wetenschappelijke naam van de soort is voor het eerst geldig gepubliceerd in 1860 door Ayres.

## Kenmerken
Dit kleine, slanke visje heeft een groen lichaam met een zilverblauwe overlangse streep en een zilverwitte buik. Hij heeft een tandeloze bek, die buisvormig kan worden uitgestulpt. De lichaamslengte bedraagt maximaal 19 cm en het gewicht tot 100 gram.

## Leefwijze
Deze planktonetende vissen, die trouwens ook andere kleine diertjes eten, vangen hun prooi door hun bek snel uit te stulpen.

## Voortplanting
Deze vissen werpen zich in de lente en de vroege zomer op het strand en paren op het natte zand. Zodra de eieren in een kuiltje zijn gelegd, vouwt het mannetje zich om zijn partner heen en bevrucht de eieren. Ze paaien meestal 's nachts, 2 tot 6 dagen na volle maan bij hoog water.

## Verspreiding en leefgebied
Deze soort komt voor in de noordoostelijke Grote Oceaan.